# Campionat del món d'escacs de 1993 (clàssic)
El Campionat del món d'escacs clàssic de 1993 (o també Campionat del món de la PCA de 1993), va enfrontar el Campió del món regnant, Garri Kaspàrov i l'aspirant Nigel Short a Londres, entre setembre i octubre de 1993. Kaspàrov fou el guanyador.

## Context
Nigel Short fou el vencedor dels matxs del cicle de candidats de la FIDE. El 1993, el president de la FIDE va anunciar de forma unilateral que el matx pel títol se celebrarà a Manchester, sense haver negociat amb els jugadors, tal com exigien les regles de la FIDE. Com a resposta, en Short i en Kaspàrov varen fundar la Professional Chess Association i varen organitzar el seu propi matx pel Campionat del món, dit de la PCA, i després, clàssic, creant un cisma en el títol de Campió del món que va durar fins al 2006.
La FIDE no va reconèixer la validesa d'aquest maix, i va considerar que els dos jugadors estaven exclosos del cicle pel Campionat del món, i va organitzar un matx entre Jan Timman i Anatoli Kàrpov pel títol.

## Matx final del Campionat de la PCA
El matx final Kaspàrov – Short fou al millor de 24 partides, jugat a Londres entre setembre i octubre de 1993.
| Jugador                   | 1 | 2 | 3 | 4 | 5 | 6 | 7 | 8 | 9 | 10 | 11 | 12 | 13 | 14 | 15 | 16 | 17 | 18 | 19 | 20 | Total |
| ------------------------- | - | - | - | - | - | - | - | - | - | -- | -- | -- | -- | -- | -- | -- | -- | -- | -- | -- | ----- |
| Garri Kaspàrov 2815 (-87) | 1 | ½ | 1 | 1 | ½ | ½ | 1 | ½ | 1 | ½  | ½  | ½  | ½  | ½  | 1  | 0  | ½  | ½  | ½  | ½  | 12½   |
| Nigel Short 2665 (+63)    | 0 | ½ | 0 | 0 | ½ | ½ | 0 | ½ | 0 | ½  | ½  | ½  | ½  | ½  | 0  | 1  | ½  | ½  | ½  | ½  | 7½    |

## Partides destacades
- Short-Kaspàrov 4a partida, 0-1
- Short-Kaspàrov 8a partida, ½-½
- Short-Kaspàrov 16a partida, 1-0